# Anna Pawłowska
Anna Pawłowska (22 de fevereiro de 1998) é uma voleibolista profissional polonêsa, jogadora da posição líbero. 